# Такэкадзэ Акира
Такеказе Акира (豪風 旭) (род. 21 июня 1979 г., наст. имя Акира Нарита) – бывший профессиональный борец сумо из префектуры Акита, Япония. Чемпион по сумо среди любителей. В 2002 году перешёл в профессионалы и уже на следующий год достиг высшего дивизиона макуути. Выступал за хэю Огурума. В одном из турниров занял второе место, завоевал два специальных приза за боевой дух и золотую звезду за победой над ёкодзуной. Тем не менее, Такеказе принадлежит рекорд в истории сумо  по самому медленному продвижению до ранга сэкивакэ в дивизионе макуути. В возрасте 35 лет 2 месяцев он оказался самым старым по возрасту новоиспечённым сэкивакэ после второй мировой войны. В январе 2019 года ушёл в отставку и стал старейшиной в японской ассоциации сумо под именем оякаты Осиогава.

## Биография
Родился в Мориёси, район Китаакита. Нарита занимался сумо в колледже и добился значительных успехов, достигнув студенческого эквивалента звания ёкодзуна после победы на Кокутай (Японские игры) и на всеяпонских университетских чемпионатах в 2001 году, на своём четвёртом году в университете Тюо. Такеазе вступил в школу Огурума, бывшего одзэки Котоказе и в мае 2002 года впервые выступил в профессиональном сумо.
По вступлении Такеказе получил ранг макусита цукэдаси, что позволило ему вступить в дивизион макусита. Всего лишь за два турнира он достиг ранга сэкитори и в марте 2003 года вступил в высший дивизион макуути, став первым борцом своей школы, которому это удалось.
В сентябре 2017 года Такеказе принял участие в 83-м турнире высшего дивизиона, это стало рекордом среди выпускников ВУЗов, Такеказе стал десятым среди борцов сумо участвовавших в таком числе турниров. Он также провёл больше схваток в высшем дивизионе чем любой другой бывший чемпион среди любителей, благодаря чему попал в десятку борцов с таким результатом за всю историю. На январском турнире 2018 года Такеказе показал результат в 5-10, из-за чего в первый раз после 2005 года скатился в дивизион дзюрё, но решил продолжить карьеру и немедленно вернулся в дивизион макуути, став в возрасте 38 лет 10 месяцев вторым по старшинству борцом, которому удалось немедленное возвращение в эру Сёва после Аминисики. Тем не менее, ему удалось продержаться в дивизионе макуути только один турнир и после майского турнира 2018 года скатился обратно в дивизион дзюрё.
Такеказе объявил об отставке после восьмого поражения на январском турнире 2019 года в ранге дзюрё № 12, что гарантировало переход в дивизион макусита. Такеказе принадлежит пост старейшины (тошиёри кабу) Осиогава. Он будет работать тренером в хэе Огурума.
Такеказе женат с августа 2006 года. У него есть сын, родился в конце 2007 года.

## Стиль борьбы
Такеказе почти полностью полагался на технику оси-даси (выталкивание) и обычно проигрывал противникам, которым удавалось сделать захват за его пояс. Он отозвался об этом: «Сумо [с захватом] за пояс не в моём стиле – я не учился так бороться». Всего 4% схваток за карьеру он выиграл используя технику ёри-кири (вытеснение), которая в целом  является наиболее популярной техникой в сумо. Вместе с оси-даси Такеказе регулярно использовал хики-отоси (тягу вниз) и цуки-отоси (бросок с захватом за шею и подмышку). Такеказе являлся одним из самых низкорослых борцов (его рост 172 см) в высших дивизионах.

## Выступления
| Год в сумо | Январь Хацу басё, Токио                           | Март Хару басё, Осака       | Май Нацу басё, Токио                           | Июль Нагоя басё, Нагоя     | Сентябрь Аки басё, Токио      | Ноябрь Кюсю басё, Фукуока |
| --- | ------------------------------------------------- | --------------------------- | ---------------------------------------------- | -------------------------- | ----------------------------- | ------------------------- |
| 2002 | x                                                 | x                           | Макусита-цукэдаси #15 6–1                      | Макусита #3 запада 4–3     | Дзюрё #12 запада 8–7          | Дзюрё #10 востока 10–5    |
| 2003 | Дзюрё #3 запада 10–5                              | Маэгасира #13 запада 1–3–11 | Дзюрё #8 востока Пропустил из-за травмы 0–0–15 | Дзюрё #8 востока 9–6       | Дзюрё #5 востока 13–2 чемпион | Маэгасира #11 запада 9–6  |
| 2004 | Маэгасира #6 запада 4–11                          | Маэгасира #11 запада 9–6    | Маэгасира #8 востока 9–6                       | Маэгасира #5 востока 6–9   | Маэгасира #7 запада 8–7       | Маэгасира #6 запада 6–9   |
| 2005 | Маэгасира #8 запада Пропустил из-за травмы 0–0–15 | Дзюрё #3 востока 11–4       | Маэгасира #15 востока 9–6                      | Маэгасира #11 востока 8–7  | Маэгасира #9 востока 7–8      | Маэгасира #9 запада 9–6   |
| 2006 | Маэгасира #3 востока 4–11                         | Маэгасира #9 запада 9–6     | Маэгасира #4 запада 2–13                       | Маэгасира #13 запада 9–6   | Маэгасира #10 востока 10–5    | Маэгасира #4 востока 6–9  |
| 2007 | Маэгасира #8 запада 8–7                           | Маэгасира #4 запада 7–8     | Маэгасира #5 востока 8–7                       | Маэгасира #3 востока 4–11  | Маэгасира #8 востока 9–6      | Маэгасира #5 востока 6–9  |
| 2008 | Маэгасира #7 востока 12–3 Д                       | Комусуби #1 запада 3–12     | Маэгасира #8 запада 6–9                        | Маэгасира #12 востока 7–8  | Маэгасира #14 востока 9–6     | Маэгасира #8 востока 9–6  |
| 2009 | Маэгасира #3 востока 7–8                          | Маэгасира #4 востока 8–7    | Маэгасира #2 востока 4–11                      | Маэгасира #9 востока 8–7   | Маэгасира #5 запада 9–6       | Маэгасира #1 востока 6–9  |
| 2010 | Маэгасира #4 запада 6–9                           | Маэгасира #8 запада 5–10    | Маэгасира #12 востока 8–7                      | Маэгасира #11 востока 6–9  | Маэгасира #12 запада 12–3 Д   | Маэгасира #4 запада 6–9   |
| 2011 | Маэгасира #7 востока 8–7                          | Отмена басё 0–0–15          | Маэгасира #4 запада 7–8                        | Маэгасира #4 запада 8–7    | Маэгасира #3 востока 5–10     | Маэгасира #7 запада 10–5  |
| 2012 | Маэгасира #1 востока 4–11                         | Маэгасира #8 запада 9–6     | Маэгасира #3 запада 7–8                        | Маэгасира #4 запада 7–8    | Маэгасира #5 запада 8–7       | Маэгасира #3 запада 4–11  |
| 2013 | Маэгасира #9 запада 6–9                           | Маэгасира #11 востока 9–6   | Маэгасира #6 запада 9–6                        | Маэгасира #1 востока 1–9–5 | Маэгасира #11 востока 9–6     | Маэгасира #3 запада 7–8   |
| 2014 | Маэгасира #4 запада 6–9                           | Маэгасира #6 запада 9–6     | Маэгасира #1 запада 6–9                        | Маэгасира #4 запада 9–6 ★  | Сэкивакэ #1 запада 7–8        | Комусуби #1 востока 2–13  |
| 2015 | Маэгасира #9 запада 9–6                           | Маэгасира #4 востока 4–11   | Маэгасира #8 востока 8–7                       | Маэгасира #4 запада 5–10   | Маэгасира #8 востока 5–10     | Маэгасира #12 востока 7–8 |
| 2016 | Маэгасира #13 востока 10–5                        | Маэгасира #7 востока 5–10   | Маэгасира #12 востока 8–7                      | Маэгасира #8 запада 6–9    | Маэгасира #9 запада 8–7       | Маэгасира #7 востока 9–6  |
| 2017 | Маэгасира #5 востока 10–5                         | Маэгасира #1 востока 5–10   | Маэгасира #6 востока 4–11                      | Маэгасира #12 запада 8–7   | Маэгасира #10 запада 6–9      | Маэгасира #13 востока 7–8 |
| 2018 | Маэгасира #13 востока 5–10                        | Дзюрё #1 запада 9–6         | Маэгасира #14 запада 6–9                       | Дзюрё #1 востока 4–11      | Дзюрё #6 запада 6–9           | Дзюрё #9 востока 6–9      |
| 2019 | Дзюрё #12 востока Отставка 1–9                    | x                           | x                                              | x                          | x                             | x                         |
| Результат приведен как победил-проиграл-снялся Победа Малый кубок Отставка Не выступал в макуути Специальные призы: Д=За боевой дух (Канто-сё); В=За выдающееся выступление (Сюкун-сё); Т=За техническое совершество (Гино-сё) Ещё показаны: ★=Кимбоси; P=Участие в дополнительном финале Лиги: Макуути — Дзюрё — Макусита — Сандаммэ — Дзёнидан — Дзёнокути Ранги макуути: Ёкодзуна — Одзэки — Сэкивакэ — Комусуби — Маэгасира |                                                   |                             |                                                |                            |                               |                           |